# Paya Bahung Ib (An)
Paya Bahung Ib (An) is een bestuurslaag in het regentschap Padang Lawas Utara van de provincie Noord-Sumatra, Indonesië. Paya Bahung Ib (An) telt 275 inwoners (volkstelling 2010).